# シュコダ Š-III
シュコダ Š-IIIは、第二次世界大戦前の1937年から1939年にかけて、チェコのシュコダ社が開発した、重戦車である。
当初は、コロホウセンカの発展型の装輪装軌併用式戦車として開発される計画であったが、計画途中で、通常の装軌式のみとなった。
2輌のプロトタイプのみが製造された。